# Eficiència assignativa
L'Eficiència assignativa o eficiència d'assignació és una mesura teòrica del benefici o utilitat derivada d'una decisió proposada o vigent en la distribució o el repartiment de recursos econòmics.
Tot i que hi ha diferents estàndards d'avaluació per al concepte d'eficiència d'assignació, el principi bàsic afirma que, en qualsevol sistema econòmic, les diferents opcions en l'assignació de recursos produiran tant guanyadors com perdedors en relació amb l'elecció que s'avalua. Els principis de la teoria de l'elecció racional, la maximització individual, l'utilitarisme i la teoria del mercat assumeixen, en addició, que els resultats tant per als guanyadors com per als perdedors es poden identificar, comparar i mesurar.
A partir d'aquestes premisses bàsiques, l'objectiu de maximitzar l'eficiència en l'assignació es pot definir d'acord amb algun principi neutral en què algunes opcions són considerades “objectivament millors que altres”. Per exemple, un economista podria dir que un canvi a la política augmenta l'eficiència en l'assignació, sempre que els que es beneficien del canvi (guanyadors) guanyen més que el que els perdedors perden. (veure Eficiència de Kaldor i Hicks).

## Consideracions
En principi una economia assignativament eficient produeix una "combinació òptima" dels productes bàsics (commodities en anglès). Una empresa és assignativament eficient quan el seu preu és igual al cost marginal (és a dir, P = MC) en un mercat de competència perfecta.
Igualment, una economia assignativament eficient produeix els articles adequats per a la gent adequada al preu adequat. Un mercat assignativament eficient, per tant, és un que no té imperfeccions o errors.
És possible que hi hagi eficiència de Pareto sense tenir eficiència assignativa. En variar l'assignació dels recursos en aquesta economia, hi podria haver un augment més gran en benefici per a un individu que la pèrdua en benefici d'un altre individu. Per tant, abans d'aquest canvi, el mercat no és assignativament eficient, però pot ser eficient.
Quan un mercat no assigna eficientment els recursos, es diu que hi ha una fallada del mercat. El fracàs del mercat es pot produir a causa del coneixement imperfecte, productes diferenciats, defectes de mercat concentrat (per exemple, el monopoli o oligopoli), o externalitats.